# Улица Даугавпилс (Рига)
Улица Да́угавпилс (латыш. Daugavpils iela) — улица в городе Рига, расположенная в Латгальском предместье, в историческом районе Московский форштадт. Начинается от перекрёстка с улицей Маскавас, пролегает в северном направлении и заканчивается Г-образным перекрёстком с улицей Калупес у железнодорожной линии. Общая длина улицы Даугавпилс составляет 861 метр.

## История
Упоминается в городских адресных книгах с 1846 года под названием Малая Шустерская улица (нем. Kleine Schusterstrasse или Kleine Mattenstrasse, латыш. Mazā Kurpnieku или Mazā Māšu iela — Малая Сапожная, Малая Рогожная). Значительную часть населения составляли ремесленники. В 1859 году стала называться Динабургская улица (нем. Dünaburger или Dünaburgsche Strasse, латыш. Dinaburgas iela). В 1915 году, с ликвидацией немецких названий, получила наименование Двинская улица (латыш. Daugavpils iela); после провозглашения независимости Латвии латышский вариант названия стал основным. В 1942–1944 годах временно было восстановлено наименование Dünaburger Strasse.
К началу Второй мировой войны на улице Даугавпилс действовали деревообрабатывающая и мебельная фабрики, ряд ремесленных мастерских, магазины, 4 кондитерские, ресторан (в доме № 47), аптека, фотоателье и другие заведения. Всего на улице насчитывалось 62 домовладения.

## Транспорт
На всём протяжении улица Даугавпилс асфальтирована, за исключением 22-метрового участка в начале улицы (до ул. Ерсикас), который имеет булыжное покрытие. Движение двустороннее. Общественный транспорт не курсирует, однако на улице Маскавас есть остановка трамвая, а на улице Лаздонас — остановка троллейбуса и автобуса «Daugavpils iela».
В конце улицы имеется подземный переход, ведущий под полотном железной дороги к перекрёстку улиц Сатеклес и Гертрудес. Стены перехода оформлены рисунками характерных пейзажей Московского форштадта.

## Примечательные здания
В застройке преобладают здания, сооружённые в период с конца XIX века по 1920-е годы.
Нечётная сторона
- Дом № 3 — деревянный жилой дом, построен как доходный дом Федосея Горбунова (1870, архитектор Виктор де Граббе).
- Дом № 9, ориентированный главным фасадом на ул. Лудзас — бывшее здание русской начальной школы (1890, архитектор Рейнгольд Шмелинг), в настоящее время отделение муниципальной полиции.
- Дом № 11 — деревянный жилой дом XIX века, памятник архитектуры государственного значения[6]
- Дом № 19 — бывший доходный дом (1872, архитектор Матиас Хольст).
- Дом № 21 — бывший доходный дом Форстера (1931).
- Дом № 23 — бывший доходный дом Тринки (1911, архитектор Николай Яковлев).
- Дом № 25 — бывший доходный дом с магазинами (1897, архитектор Гейнрих Девендрус).
- Дом № 31 — административное здание, построенное для Московского районного комитета Компартии Латвии (1978, архитектор Ольгертс Остенбергс)[2].
- Дом № 41 и 41 k-2 — два доходных дома с магазинами (1913, архитектор Эйжен Лаубе) — памятник архитектуры местного значения[7].
- Дом № 47 — бывший доходный дом Больстрёма с магазинами (1896, архитекторы Константин Пекшенс и Иоганн Даниэль Фельско).
- Дом № 49 (обращён фасадом в противоположную сторону, в парк) — бывший доходный дом П. Озолиньша, некогда крупнейший жилой дом Московского предместья (на 1925 г. — 370 жителей)[3].
- Дом № 53A (во дворе) — бывший доходный дом К. Орловского (1912, архитектор Гейнрих Девендрус).
- Дом № 55 — бывший доходный дом К. Торстера (1912, архитектор Гейнрих Девендрус).
- Дом № 57 — бывший доходный дом с магазинами (1903, архитектор Оскар Бар) — памятник архитектуры местного значения[8].

Чётная сторона
- Дом № 8 — деревянный дом XIX в., изначально полицейское отделение.
- Дом № 10/12 — бывший доходный дом Фрейманиса с магазинами (1909-1910, архитектор Гейнрих Девендрус) — памятник архитектуры местного значения[9].
- Дом № 20 — бывший доходный дом (1902).
- Дом № 22 — деревянный жилой дом (1882, архитектор Отто Дице), изначально доходный дом Альвина Ефимова.
- Дом № 24 и 24А (во дворе) — два доходных дома А. Аккерманна (1912-1913, архитектор Эйжен Лаубе).
- Дом № 26 — деревянный жилой дом (1902, архитектор Э. фон Тромповский), изначально доходный дом Николая Макарова.
- Дом № 38 — бывший доходный дом торговца Александра Николаевича Никонорова (1898, архитектор Оскар Бар).
- Дом № 44 — деревянный жилой дом (1902, архитектор Альфред Пилеман), изначально доходный дом крестьянина Андрея Белевича.
- Дом № 48 — бывший доходный дом Труппа (1910, архитектор Оскар Бар).
- Дом № 52 — бывший доходный дом Никонорова (1911, архитектор Оскар Бар) — памятник архитектуры местного значения[10].
- Дом № 60 и 60А (во дворе) — два доходных дома (1900-1903), второй дом долгое время находится в полуразрушенном состоянии.
- Дом № 62/66 — в начале XX века здесь находилась баня с купальным заведением (1901, архитектор Альфред Пилеман, собственник Шуман, позднее Алерс)[3]. На месте снесённой бани в советское время построили комплекс стандартных производственных зданий ПО «Вилнис» (услуги прачечных и химчистки)[11]. В настоящее время в этих зданиях действуют различные предприятия и учреждения.
- Дом № 74 — бывший доходный дом Озолиньша (1909, архитектор Гейнрих Девендрус) — памятник архитектуры местного значения[12].
- Дом № 76 — бывший доходный дом с магазинами (1909, архитектор Александр Ванагс) — памятник архитектуры местного значения[13].

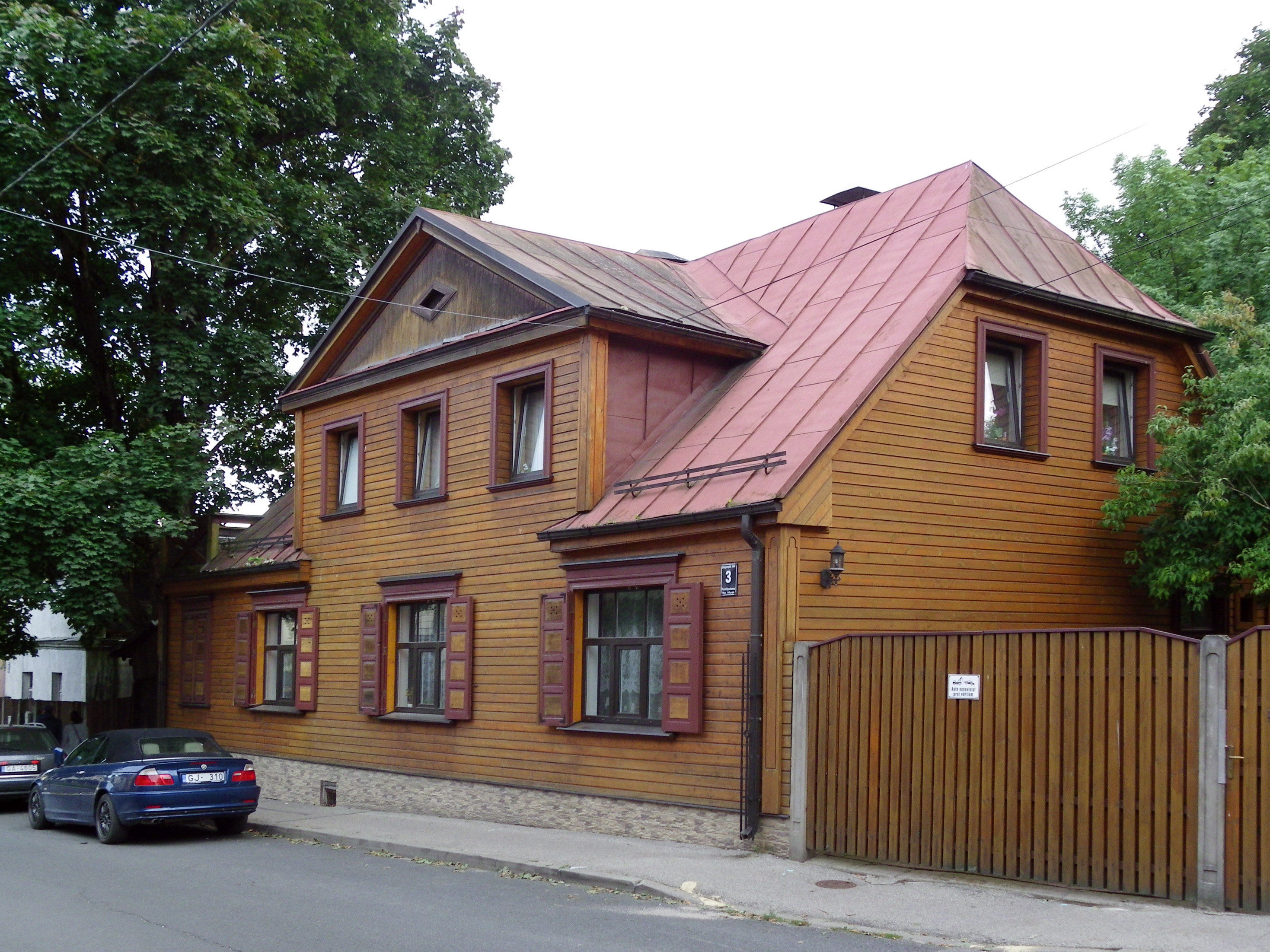
Дом № 3
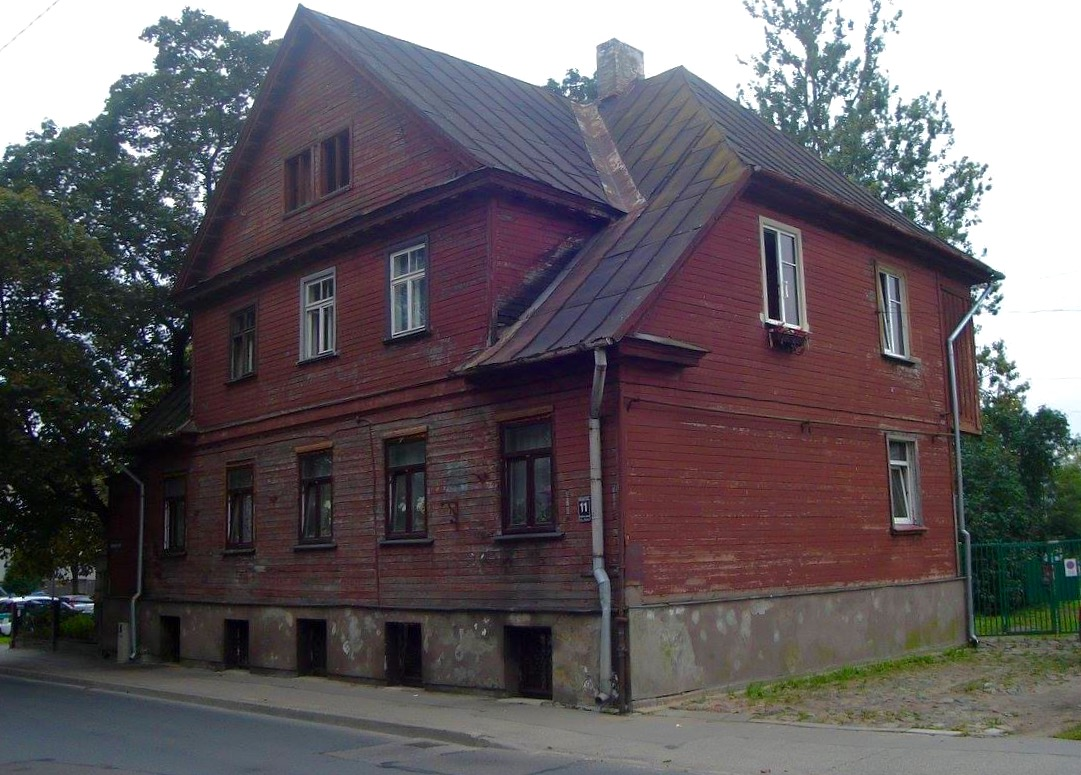
Дом № 11
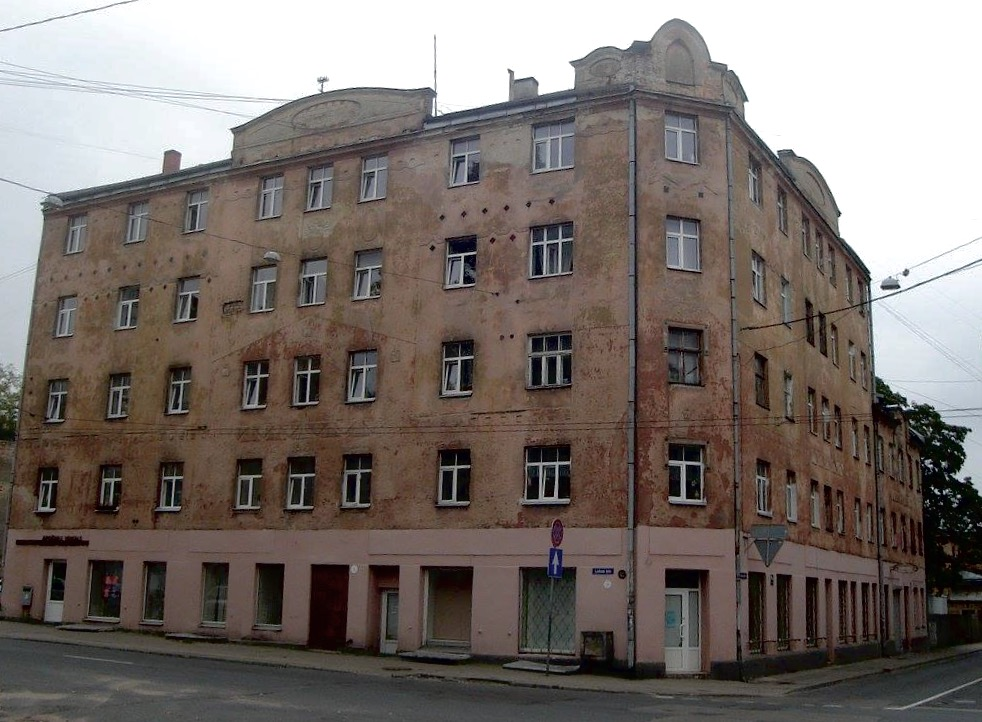
Дом № 12
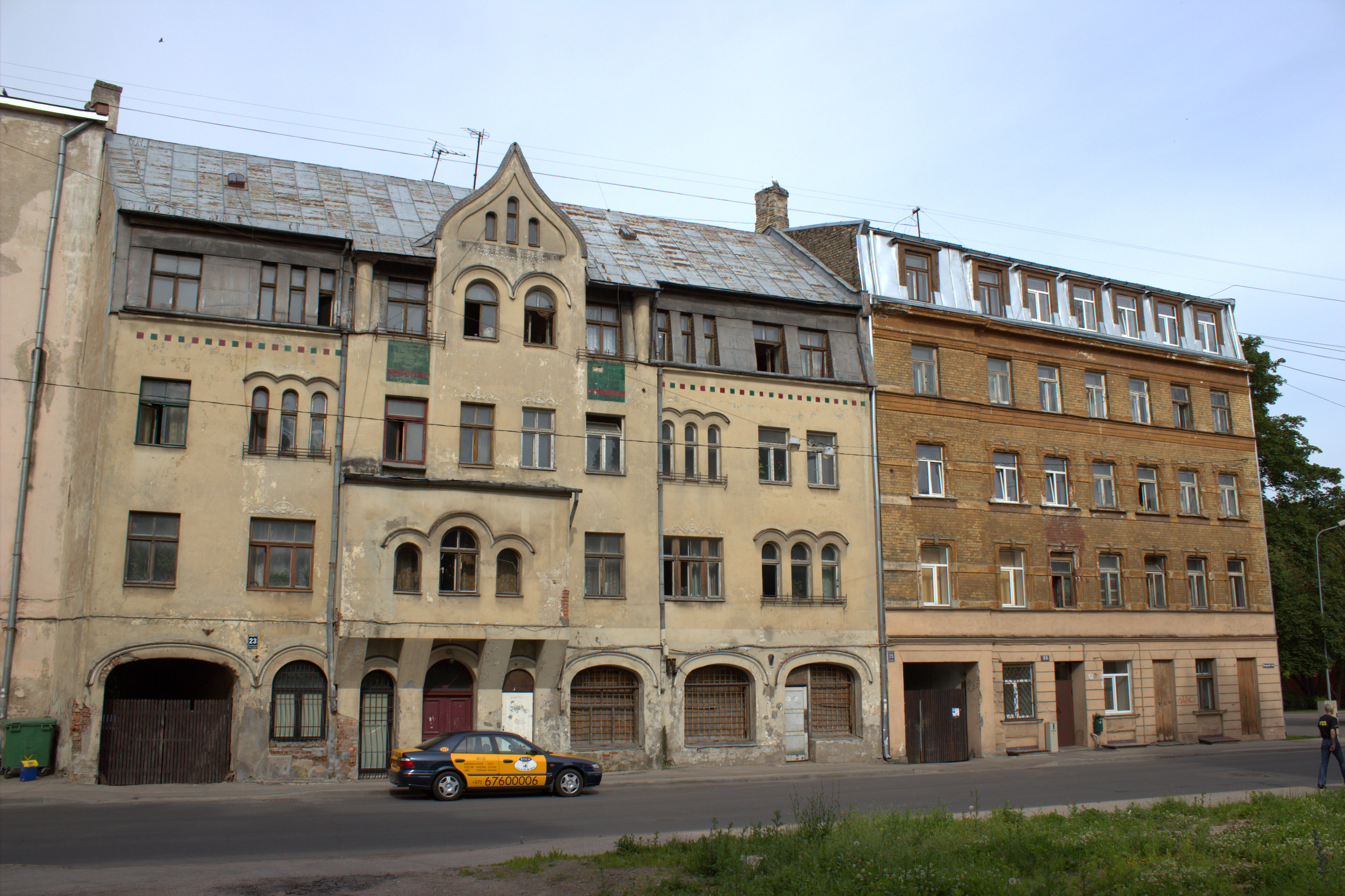
Дома № 23 и 25
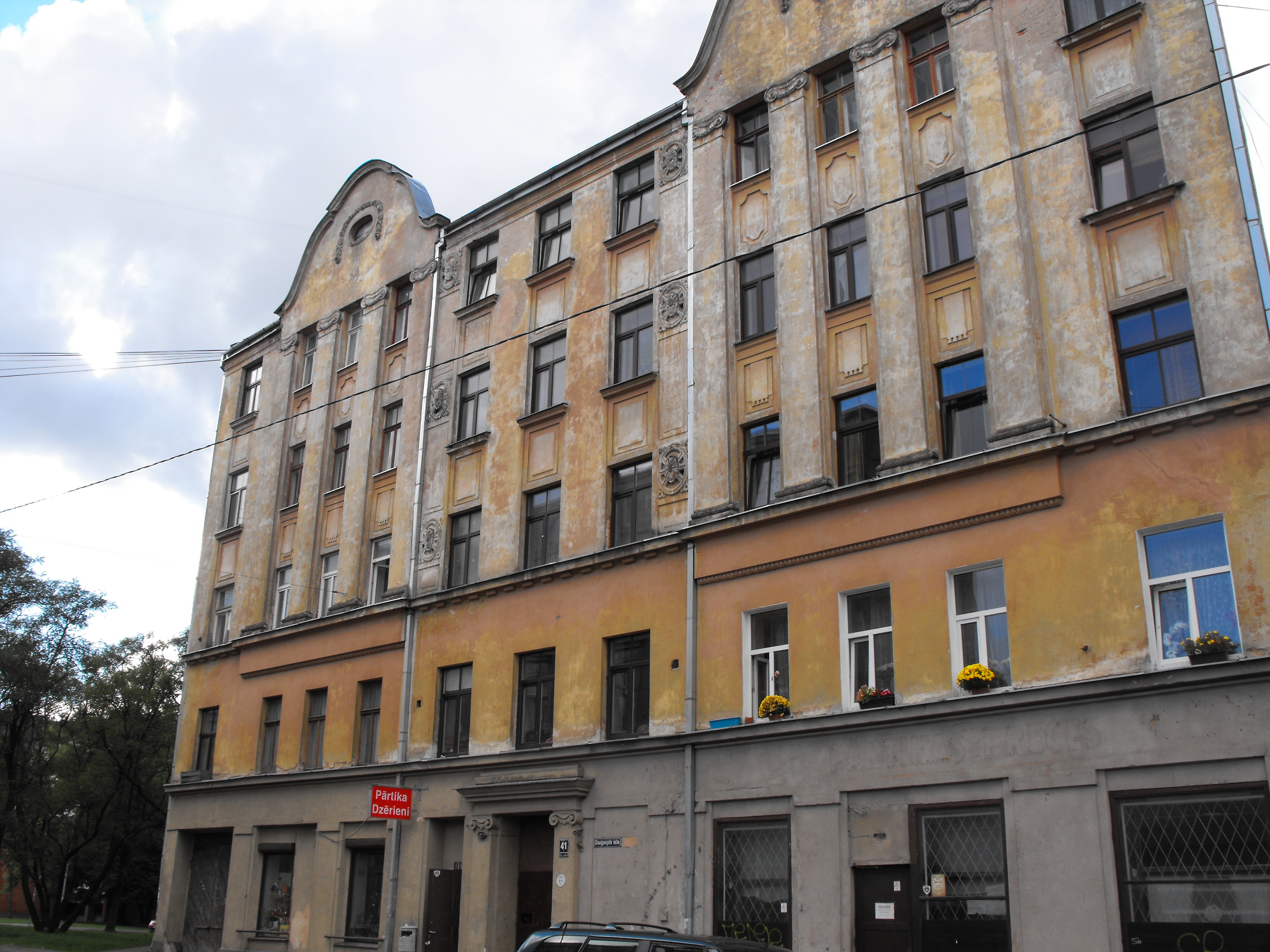
Дом № 41
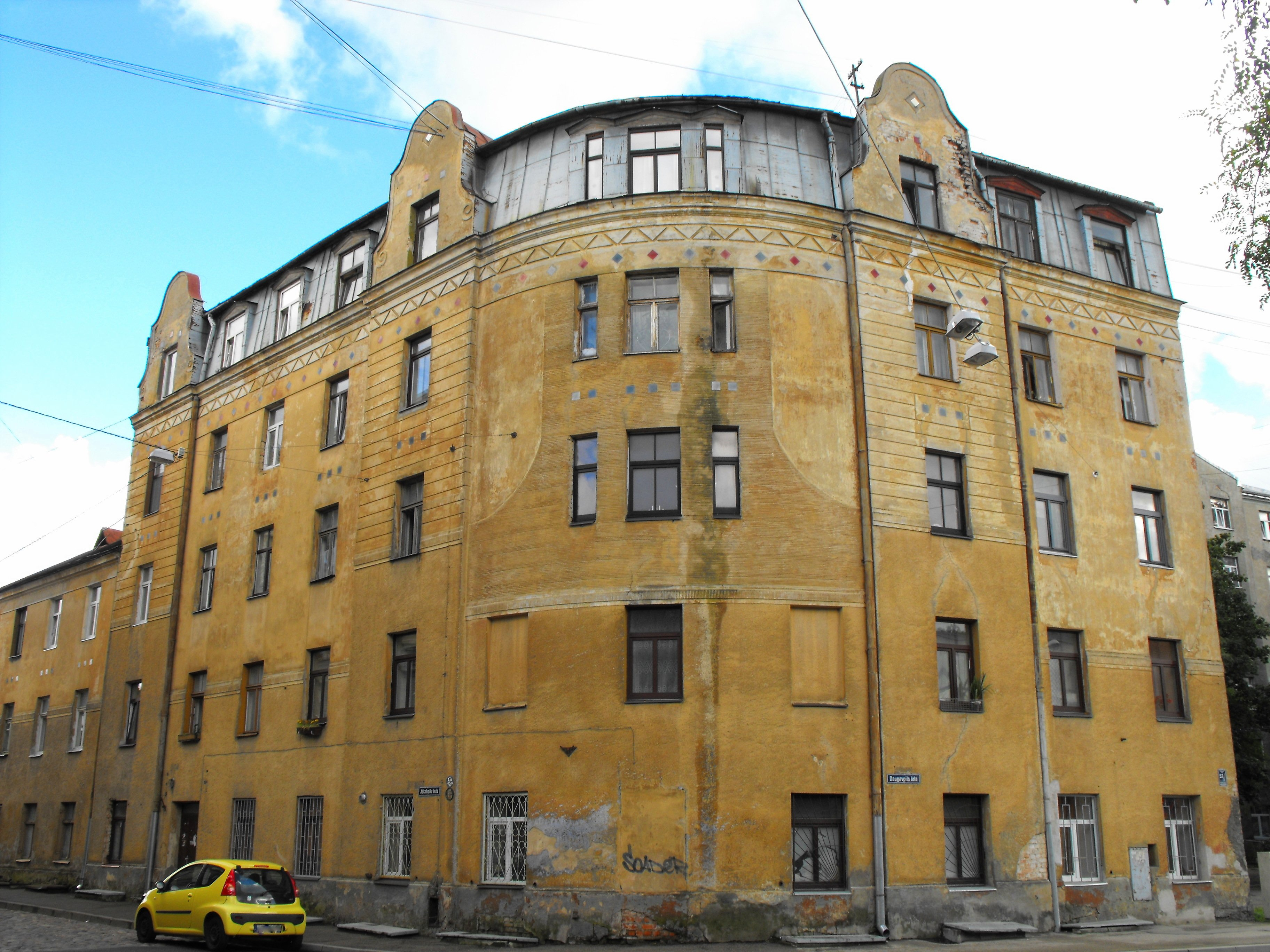
Дом № 52
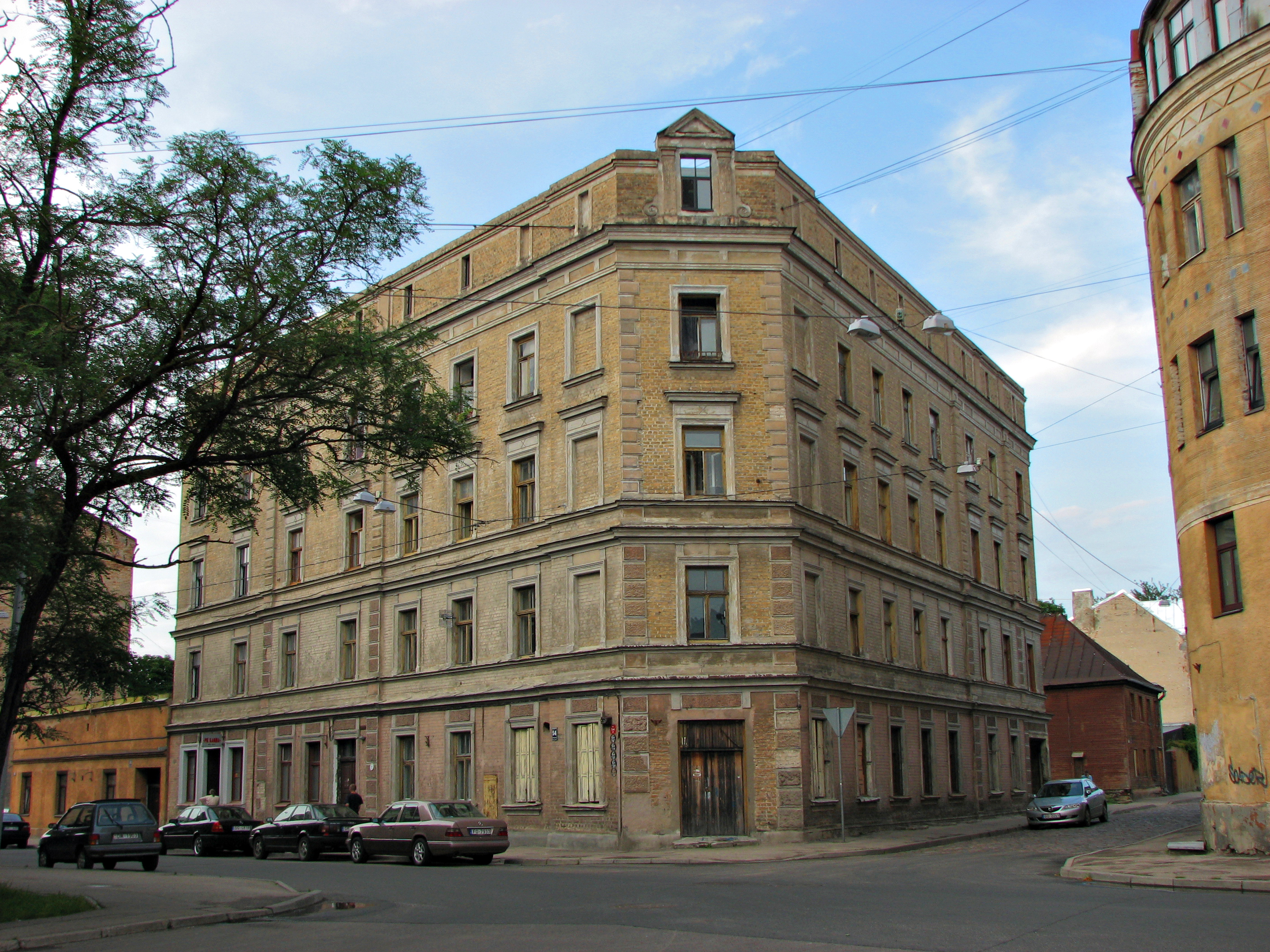
Дом № 54
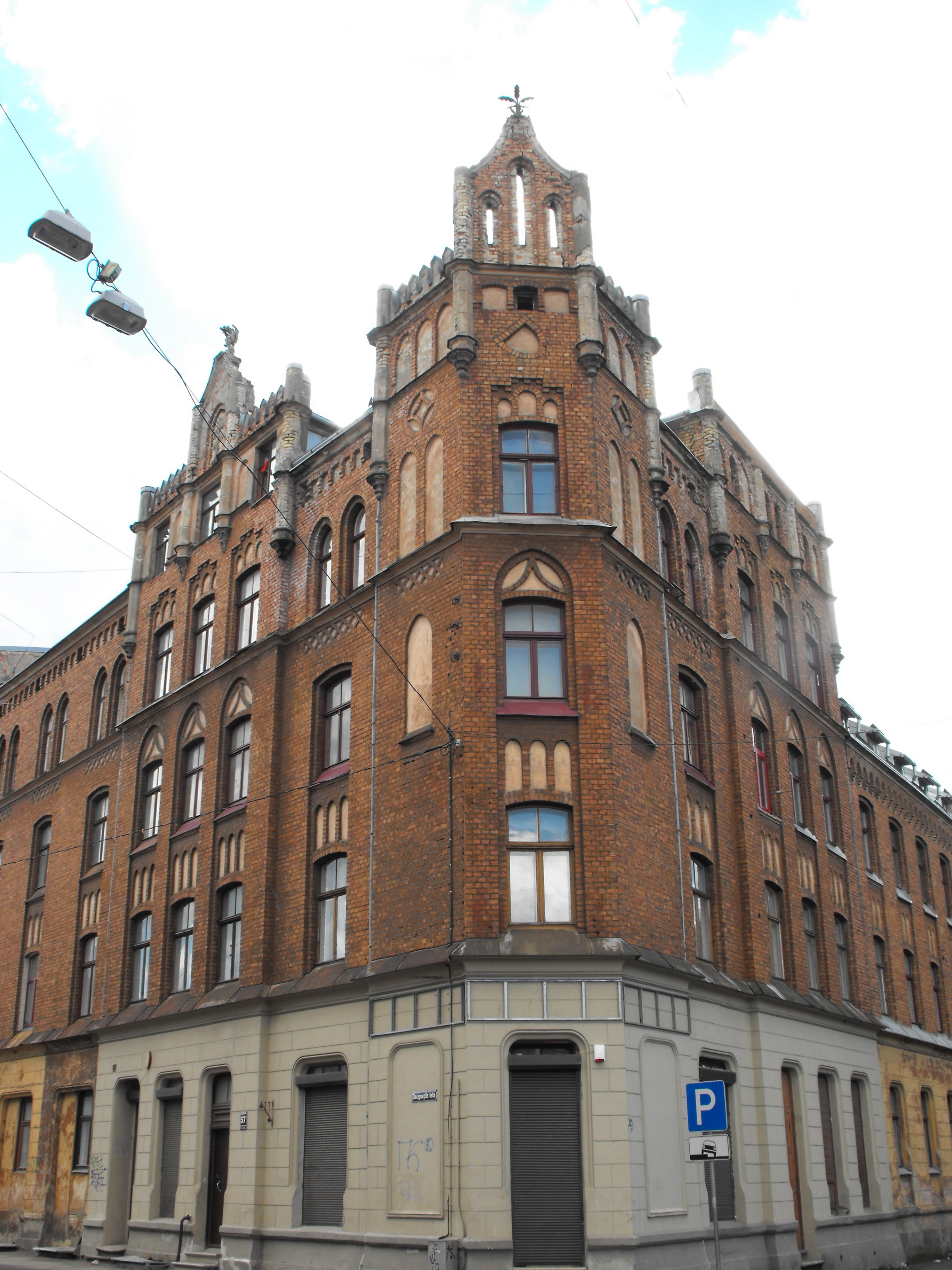
Дом № 57
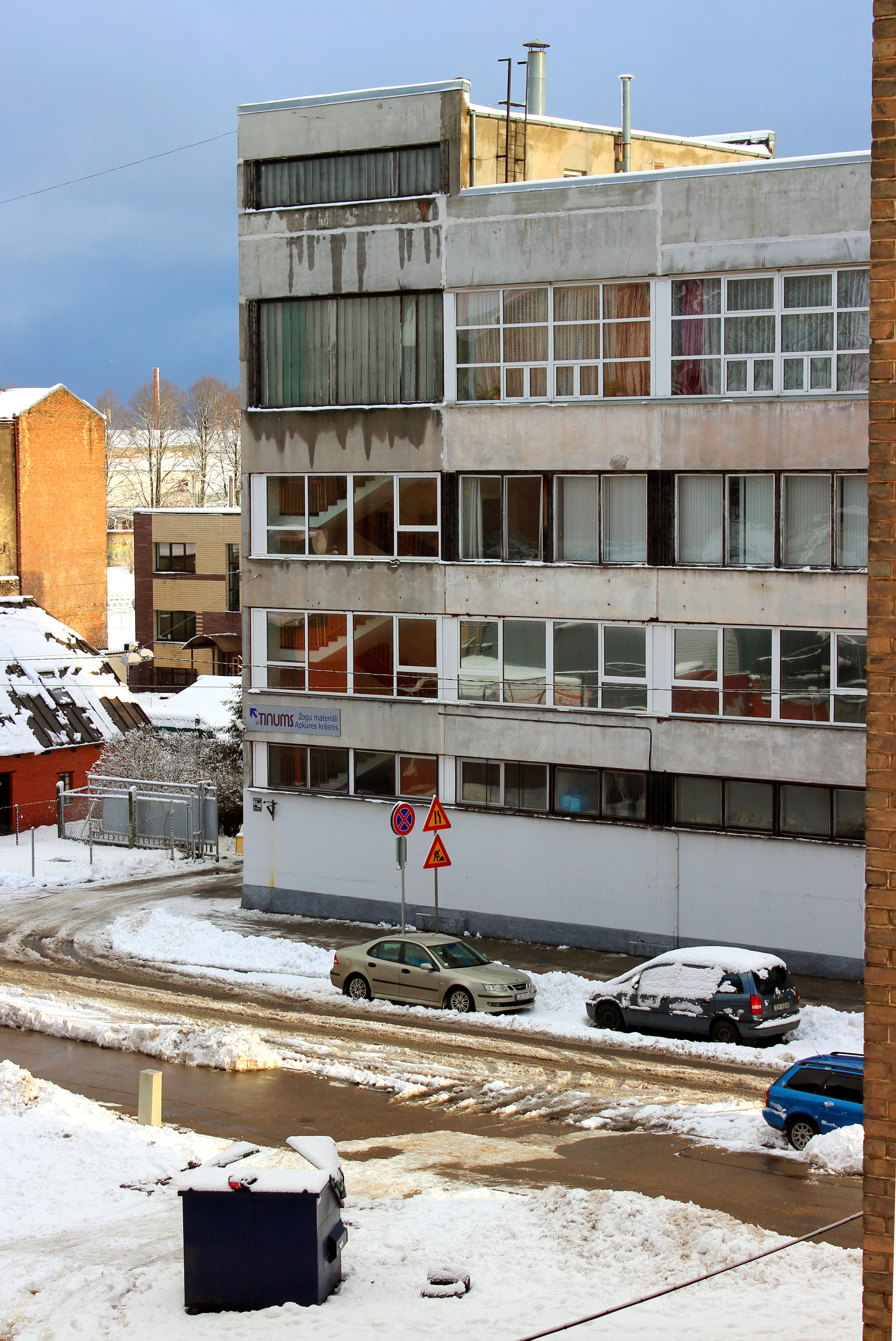
Дом № 62/66
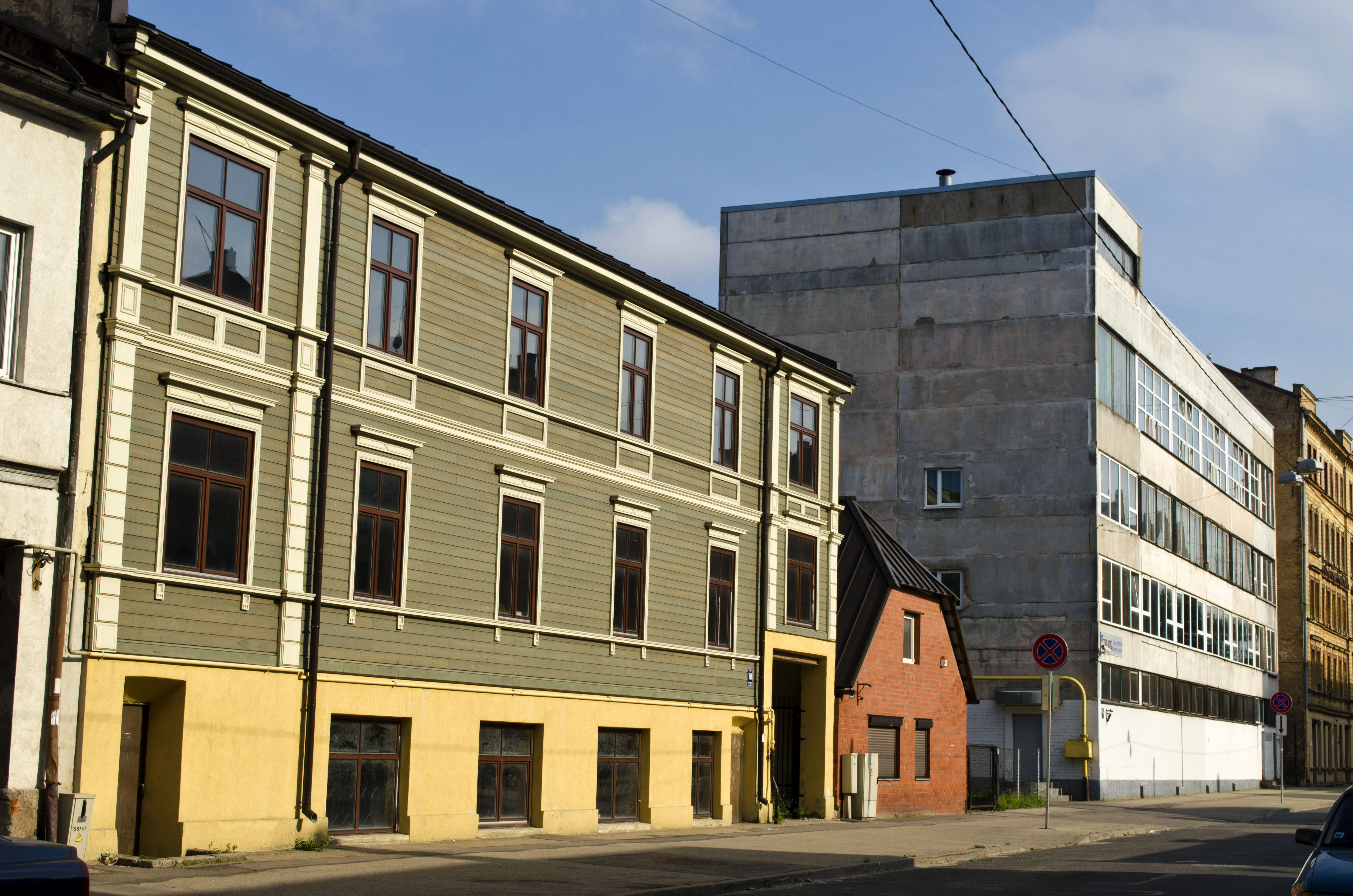
Дом № 70
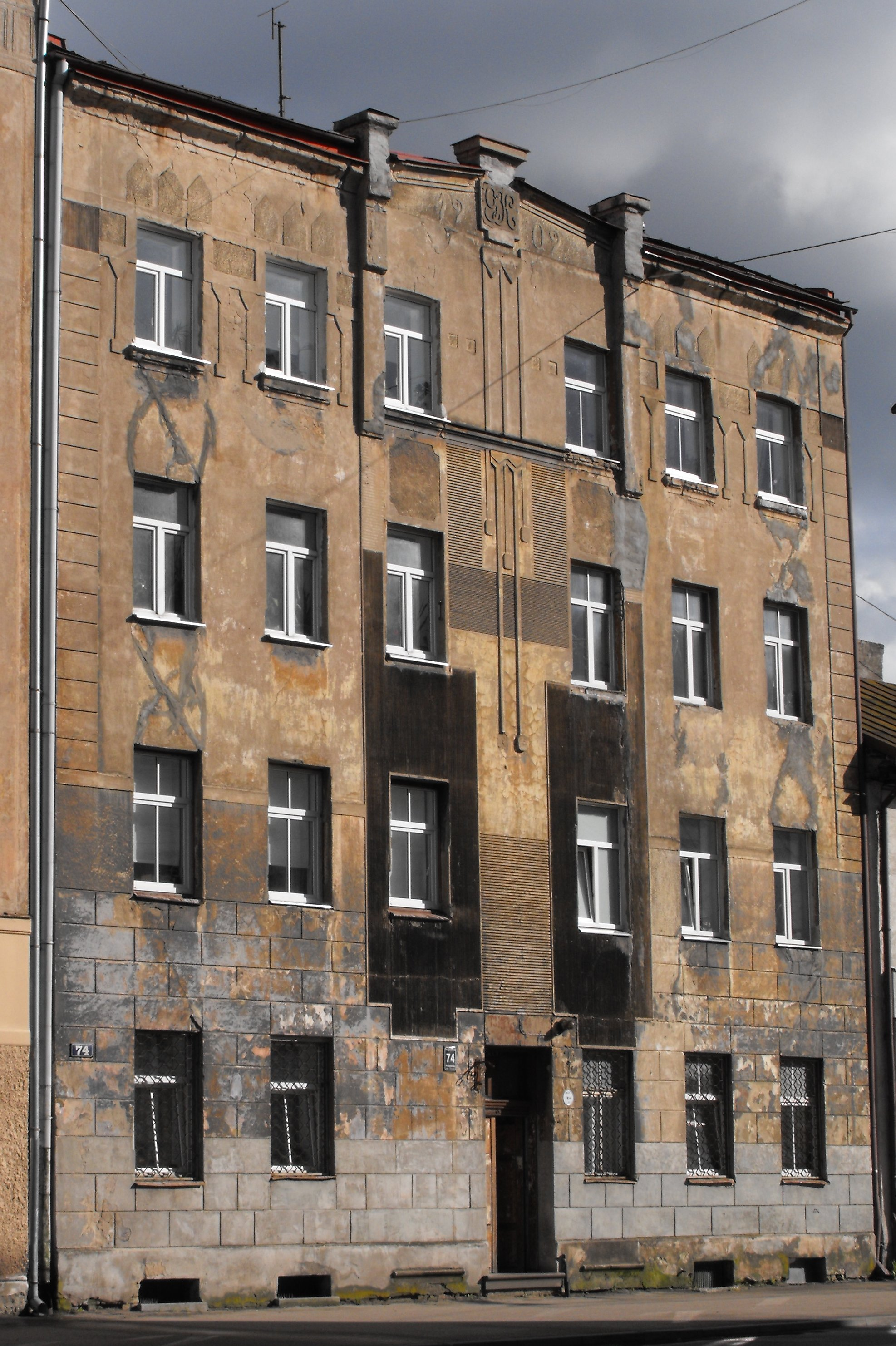
Дом № 74
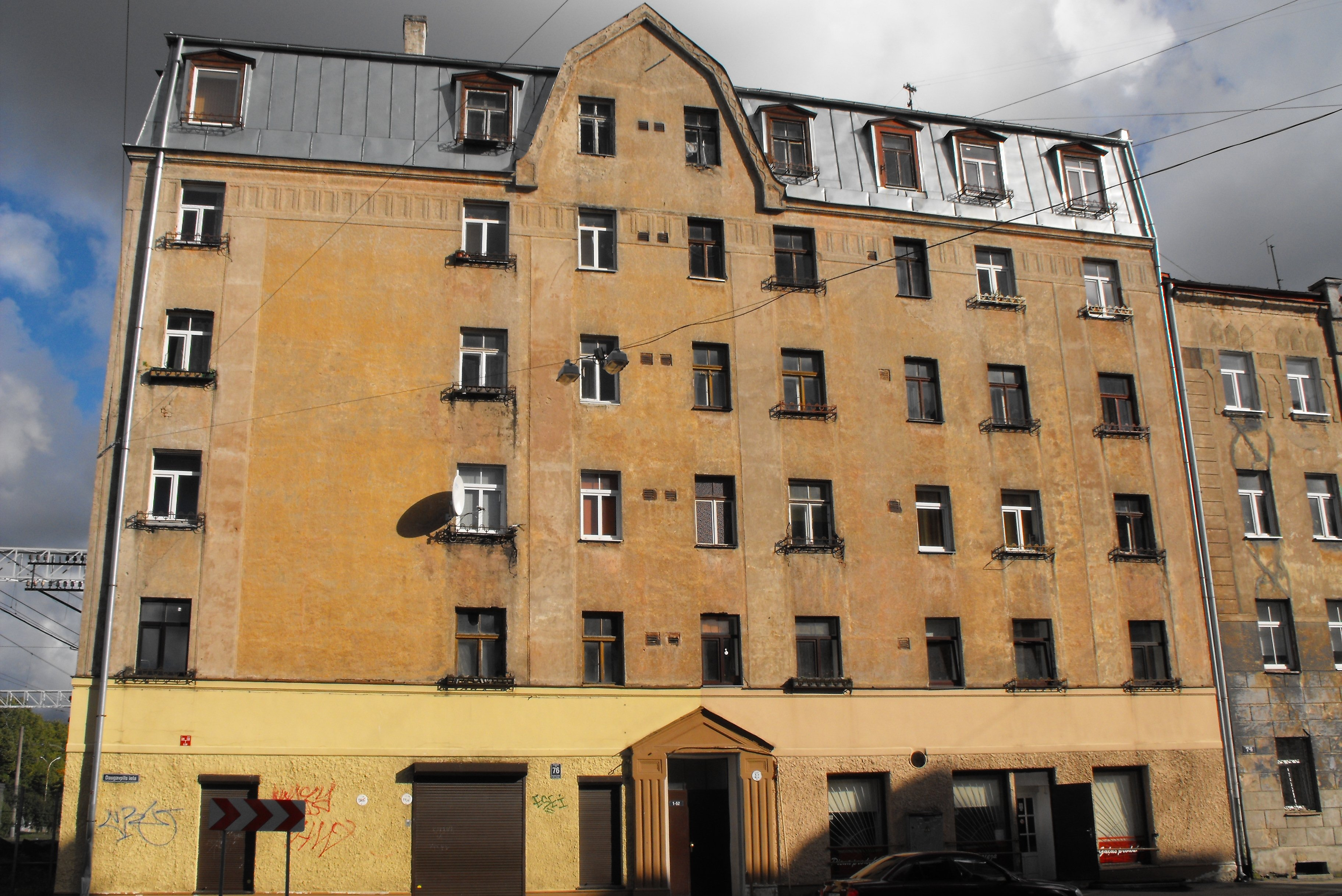
Дом № 76
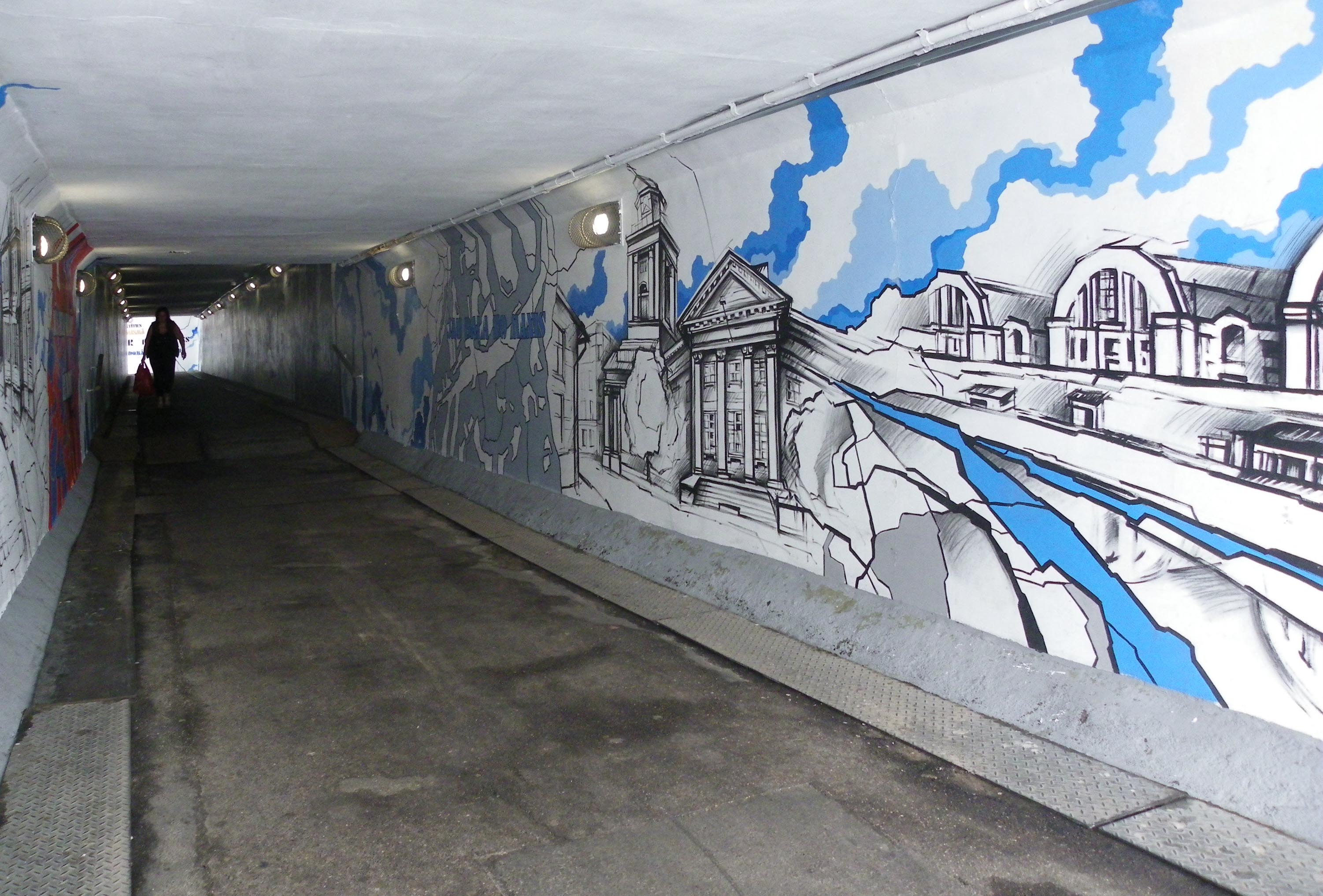
В подземном переходе

## Прилегающие улицы
Улица Даугавпилс пересекается со следующими улицами:
- улица Маскавас
- улица Ерсикас
- улица Лудзас
- улица Лаздонас
- улица Кална
- улица Екабпилс
- улица Калупес